# Tien torens diep (boek)
Tien torens diep is een jeugdboek uit 2004, geschreven door Jacques Vriens.

## Verhaal
Het verhaal speelt zich af in 1958, in het fictieve Zuid-Limburgse mijnwerkersdorp Oranjedorp, waar alles draait om de echt bestaande kolenmijnen Oranje-Nassau. Stef zit in de zesde klas van de lagere school en wil, net zoals zijn vader en zijn broer, later in de mijnen gaan werken samen met zijn beste vriend Victor. Victors vader werkte ook in de mijnen, waar hij door een ongeval om het leven is gekomen.
Hun vriendinnetje Wietske wil ook in de mijnen gaan werken, hoewel dit enkel voor mannen toegelaten is. Stef en Victor hebben een geheime club opgericht en Wietske mag enkel lid worden als ze eerst een opdracht voor hen uitvoert. Omdat het meisje altijd wel in is voor een spannend avontuur, neemt ze de opdracht aan. Ze gaat buurman Dries bespieden en uitzoeken waarom hij steeds roetzwart vanaf de mijnen naar huis gaat om daar een bad te nemen.
Langzamerhand begint Stef toch te twijfelen of hij wel mijnwerker wil worden. Maar om zijn vriendschap niet in gevaar te brengen, verzwijgt hij dit in eerste instantie. Na een vreselijk ongeval is het echter voor hem niet meer mogelijk om te blijven zwijgen.

## Televisie
De zesdelige televisieserie Tien torens diep, gebaseerd op het boek, is in 2009 is gemaakt door Bijker Productions. Hij is destijds uitgezonden door de AVRO en in de jaren daarna enkele keren herhaald, ook door L1.